# سجين زندا (فلم 1937)
سجين زندا (بالإنجليزية: The Prisoner of Zenda)، هي فيلم سينمائي أمريكي، عرضت في الأدوار السينمائية عام 1937، من بطولة رونالد كولمان ومادلين كارول، بلغت ميزانية الفيلم 1,250,000 دولار أمريكي، وحصلت إيرادات الفيلم بمبلغ 2.5 مليون دولار أمريكي.